# جون أ. بالدوين جونيور
جون أ. بالدوين جونيور (بالإنجليزية: John A. Baldwin, Jr.)‏ هو ضابط أمريكي، ولد في 20 أبريل 1933 في بالتيمور في الولايات المتحدة.